# USS Bagley (DD-185)
USS Bagley (DD–185) là một tàu khu trục thuộc lớp Wickes của Hải quân Hoa Kỳ trong giai đoạn Chiến tranh Thế giới thứ nhất, sau đổi tên thành USS Doran (DD–185). Trong Chiến tranh Thế giới thứ hai, nó được chuyển cho Hải quân Hoàng gia Anh năm 1940 như là chiếc HMS St. Mary's (I-12) và phục vụ cho đến năm 1944. Nó là chiếc tàu chiến thứ hai của Hải quân Hoa Kỳ được đặt tên theo Thiếu úy Hải quân Worth Bagley (1874-1898), sĩ quan Hải quân Hoa Kỳ duy nhất tử trận trong cuộc Chiến tranh Tây Ban Nha-Hoa Kỳ.

## Thiết kế và chế tạo
Bagley được đặt lườn vào ngày 11 tháng 5 năm 1918 tại xưởng tàu của hãng Newport News Shipbuilding and Dry Dock Company ở Newport News, Virginia. Nó được hạ thủy vào ngày 19 tháng 10 năm 1918, được đỡ đầu bởi bà Adelaide Worth Bagley, mẹ Thiếu úy Bagley, và được đưa ra hoạt động vào ngày 27 tháng 8 năm 1919 dưới quyền chỉ huy của Hạm trưởng, Trung tá Hải quân R. L. Walker.

## Lịch sử hoạt động

### USSBagley- USSDoran
Trình diện để hoạt động cùng Hạm đội Đại Tây Dương, từ tháng 8 năm 1919 đến tháng 7 năm 1920, Bagley phục vụ cùng các chi hạm đội khu trục 1, 3 và 8, tham gia các cuộc cơ động và huấn luyện tại Đại Tây Dương và vùng biển Caribe. Nó được đưa về lực lượng dự bị từ ngày 16 tháng 7 năm 1920, rồi được cho xuất biên chế tại Philadelphia, Pennsylvania vào ngày 12 tháng 7 năm 1922. Trong giai đoạn từ ngày 25 tháng 4 năm 1932 đến ngày 20 tháng 4 năm 1934, nó được chuyển cho Tuần duyên Hoa Kỳ mượn.
Cái tên Bagley bị loại bỏ từ ngày 31 tháng 5 năm 1935, và cho đến năm 1939 nó chỉ được gọi dưới ký hiệu lườn DD-185. Nó được đổi tên thành USS Doran (DD-185) vào ngày 22 tháng 12 năm 1939, tên được đặt theo John James Doran (1864-1904), người được tặng thưởng Huân chương Danh dự trong cuộc Chiến tranh Tây Ban Nha-Hoa Kỳ. Được cho nhập biên chế trở lại vào ngày 17 tháng 6 năm 1940, nó trình diện để hoạt động cùng Hải đội Đại Tây Dương, và phục vụ cùng đơn vị này cho đến ngày 22 tháng 9 năm 1940, khi nó được cho xuất biên chế tại Halifax, Nova Scotia để được chuyển giao cho Anh Quốc như một phần của Thỏa thuận đổi tàu khu trục lấy căn cứ.

### HMSSt. Mary's
Doran được đổi tên thành HMS St. Mary's và đi đến Belfast, Bắc Ireland vào ngày 8 tháng 10 năm 1940. Nó được điều về lực lượng hộ tống cho Hải đội Rải mìn 1, đi đến khu vực bờ biển phía Tây Scotland vào ngày 31 tháng 10, và tham gia một số hoạt động ban đầu tại eo biển Đan Mạch giữa Iceland và Greenland. Nó cũng hộ tống một số đoàn tàu vận tải. Trong năm 1941, nó tham gia hầu hết các hoạt động rải mìn của hải đội, giúp vào việc bảo vệ các con tàu. Vào ngày 29 tháng 8 năm 1941, nó mắc tai nạn va chạm với một tàu vận tải ngoài khơi bờ biển phía Tây Scotland, và phải vào ụ tàu Salford sửa chữa cho đến tháng 12.
St. Mary's tiếp tục thực hiện các nhiệm vụ rải mìn và bảo vệ tàu bè trong những năm 1942 và 1943. Đến tháng 2 năm 1944, nó được cho ngừng hoạt động tại Tyne và bỏ không tại đây cho đến khi chiến tranh kết thúc, rồi bị tháo dỡ.